# Warhammer le jeu des batailles fantastiques
 (janvier 2024).
- Si vous ne connaissez pas le sujet, laissez ce bandeau (vous pouvez alors contacter les auteurs).
- Si vous supprimez le contenu mis en cause (vous pouvez préalablement contacter les auteurs),

argumentez précisément cette suppression dans la page de discussion
(un manque de référence n'est pas un argument ; une recherche réelle de référence doit avoir été effectuée, être formellement documentée).
Warhammer le jeu des batailles fantastiques (souvent appelé Warhammer Battles) est un jeu de stratégie avec des figurines à peindre et à collectionner créé par Bryan Ansell, Richard Halliwell et Rick Priestley, et édité la première fois en 1983 par Games Workshop,,.
Le monde imaginaire développé (voir l'article Warhammer) a ensuite servi pour le jeu de rôle Warhammer le jeu de rôle fantastique.
Le joueur choisit un peuple parmi ceux existants et constitue une armée avec les figurines de son peuple. Les joueurs s'affrontent lors de combats sur de simples tables ou même des décors complets dignes de maquettisme professionnel.

## Principe général

### Matériel

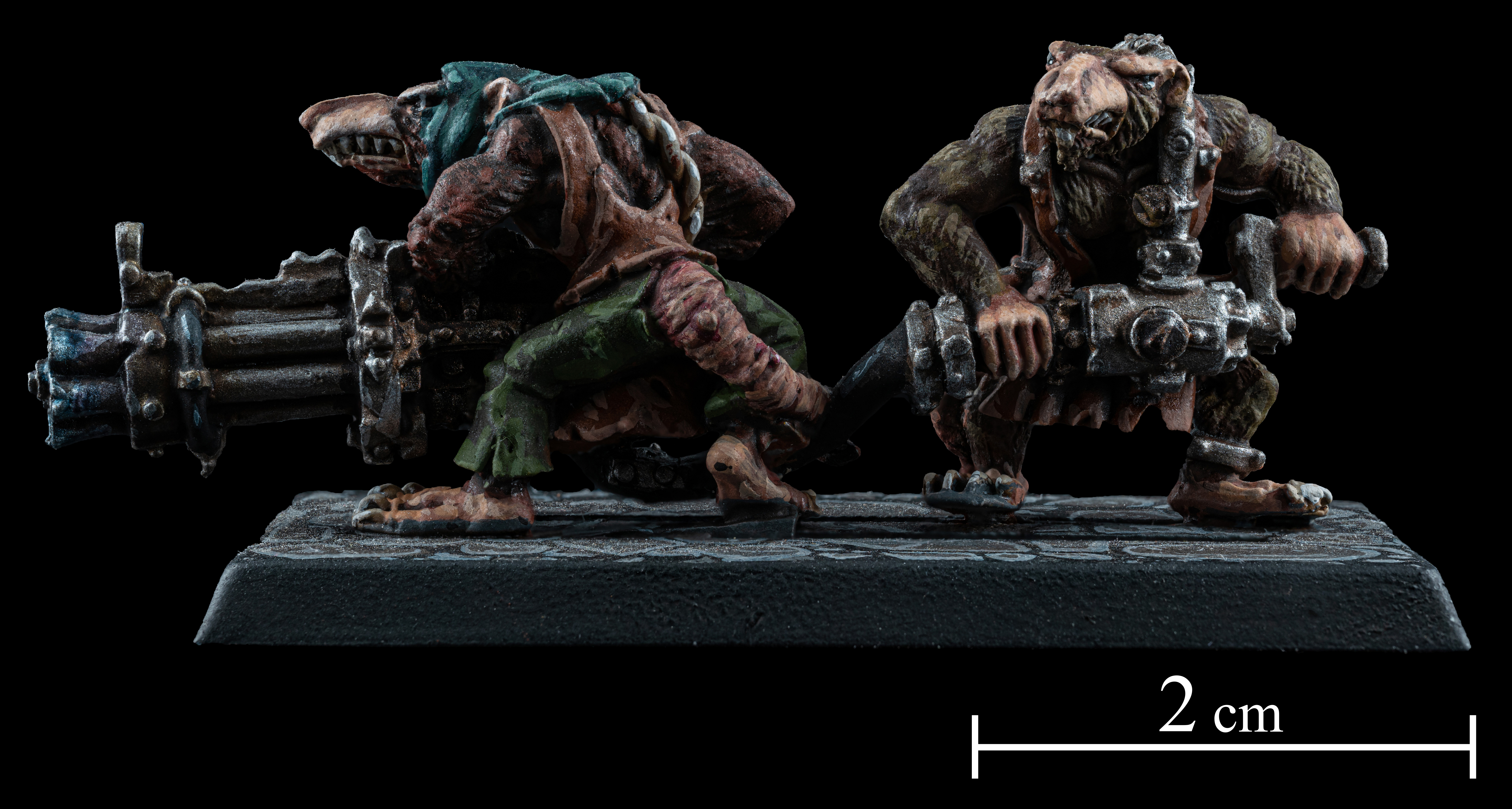

Warhammer se joue avec des figurines dites « 28 mm », qui est la taille d'une figurine représentant un humain ; le reste de la gamme peut varier suivant la nature de la figurine. Avant de pouvoir jouer, chaque joueur doit s'être constitué une armée d'une race particulière et posséder le livre de règles et le livre correspondant à cette armée. Chaque figurine est notée en points suivant sa puissance, une partie entre armées équilibrées consistant en un affrontement de deux armées d'un nombre de points équivalent (il existe également des scénarios asymétriques - par exemple "Dernier carré").
Une surface assez grande est recommandée (une table moyenne), et des décors peuvent enrichir l'aspect visuel et stratégique. De plus, le joueur aura besoin de dés à 6 faces, ainsi que de dés spécifiques pour simuler une dispersion hasardeuse d'un tir de catapulte, et de gabarits pour simuler l'étendue d'un souffle de dragon ou l'explosion d'un projectile magique. Les déplacements se réalisent à l'aide d'un outil de mesure en pouces (chaque pouce symbolisant la distance d'un pas dans le jeu).

### Les armées
La dernière édition du jeu propose au total une quinzaine d'armées différentes : la Bretonnie, les Comtes-Vampires, les Démons du Chaos (anciennement Hordes du Chaos), les Elfes Noirs, les Elfes Sylvains, l'Empire, les Guerriers du Chaos (anciennement Hordes du Chaos), les Hauts Elfes, les Hommes Lézards, les Hommes-Bêtes, les Nains, les Orques et Gobelins, les Rois des Tombes, les Royaumes Ogres et les Skavens.
Deux armées ont été abandonnées, mais disposent encore de mises à jour : les Nains du chaos et les Mercenaires (armée permettant de prendre des unités de différentes races).

## Les éditions du jeu

### Première édition
La première édition écrite par Bryan Ansell, Richard Halliwell et Rick Priestley est sortie en 1983. Elle contient 3 livres en noir et blanc illustrés par Tony Ackland. Ces trois livres sont dans une boîte en carton, avec sur le dessus une illustration de John Blanche représentant un guerrier du Chaos, surnommé par la suite « Harry the Hammer ».
- Volume 1 Tabletop Battles : Les règles du jeu sont décrites, la séquence d'un tour, un bestiaire, une bataille d'initiation The Ziggurat of Doom.
- Volume 2 Magic : Les règles des magiciens y sont décrites, il existe 4 niveaux différents pour les sorciers en corrélation avec leur puissance. Ils utilisent des points de 'constitution' pour lancer des sorts, une fois épuisé leur stock, ils ne peuvent plus en lancer.
- Volume 3 Characters : Les règles du jeu de rôle sont décrites, ainsi qu'une campagne The Redwake River Valley.

Quelques différences notables pour les races actuelles, les elfes noirs sont les elfes de la nuit et il y a une espèce de "gobelin rouge". De plus, des races comme les hommes-poissons, les géants ou encore le Balrog sont présentes et décrites.
Suppléments
- Forces of Fantasy (1984) : le supplément de la première édition. La boîte contient 4 livres de règles : régiments, héros, races, sorts et armes magiques, etc.

### Seconde édition
La deuxième édition est sortie en 1984 et a été la première édition du jeu traduite en français, par Agmat France. Elle incorpore quelques parties de l'extension "Forces of Fantasy", des articles du White Dwarf et des "Citadel Compendiums". Elle contient encore 3 livres en noir et blanc avec couverture couleur. D'après Rick Priestley, cette édition est une "mise à jour" de la première édition, rien ne change beaucoup entre les deux éditions. Néanmoins, si on se réfère au nombre de pages de règles (52 pages dans cette édition contre une trentaine dans l'édition précédente), on[Qui ?] constate que cette 2e édition est nettement plus détaillée que la 1re.
- Combat : Il décrit les règles générales et la séquence d'un tour.

- Battle Magic : lequel conserve une grande partie du système de la première édition, ajoute l'illusionniste, le démoniste, les élémentalistes et enlève l'obligation d'utiliser des amulettes. Il contient aussi un scénario "The Magnificient Sven" jouable avec des cartes figurines fournies dans la boîte de jeu.

- The Battle Bestiary : décrit les races, monstres, et des exemples de liste d'armées ainsi qu'un système de points pour créer sa propre armée. De plus c'est la première apparition d'une carte sur le Vieux Monde, ainsi qu'une ligne temporelle mentionnant les Slanns, les incursions du Chaos, les guerres inter Elfes et l'Empire.

Parutions
Une extension majeure du jeu sera publiée en 1987, ainsi que 4 "packs" de campagnes contenant tous des bâtiments en carton à monter. Chaque campagne bénéficiera de figurines Citadel Miniatures spécialement créées pour l'occasion : 
- Terror of the Lichemaster
- Bloodbath at Orcs' Drift (1985)
- Tragedy of McDeath
- Blood on the Streets
- Ravening Hordes : en 1987 les règles de la 2e édition sont mises à jour avec Ravening Hordes lequel inclut une méthode plus réaliste pour créer une armée suivant un profil racial, des limitations relatives aux troupes spéciales, aux héros, ainsi que l'adjonction d'alliés et mercenaires.

### Troisième édition
La 3e édition est publiée en un seul ouvrage à couverture rigide en 1987. Il détient le record des règles les plus complexes toutes éditions confondues, notamment pour les mouvements et les manœuvres. Il inclut comme nouveautés des troupes spécialisées, les règles pour les machines de guerre, un système de personnalisation de héros plus affinés. Il conserve le même système de magie, et la création assez floue d'une armée. Cependant, cette édition encourage l'emploi de liste d'armées. Les listes d'armées de cette édition ont été publiées dans un autre livre Warhammer Armies en 1988, valable jusqu'à la 2e édition de Ravening Hordes. Cette édition est connue pour ses règles encombrantes et un temps de jeux allongé. À noter qu'elle ne fut jamais traduite en français.
C'est à cette époque que les divergences de points de vue se font sentir entre les partisans de cette édition et la direction de Games Workshop qui souhaite toucher un public plus jeune et plus large, en simplifiant les règles de jeu. De nouveaux systèmes de jeu verront ainsi le jour, proposant des déplacements de troupes et des combats simultanés, comme Fantasy Warlord de Ian Bailey, un ancien de Games Workshop.
Parutions
- Warhammer (1987) (3e édition du livre de règle)
- Realm of Chaos : Slaves to Darkness (1988) (listes d'armées pour Khorne et Slaanesh)
- Realm of Chaos : The Lost and the Damned (1990) (listes d'armées pour Nurgle et Tzeentch)
- Warhammer Armies (1988) (listes d'armées pour 12 factions plus mercenaires et monstres)
- Warhammer Siege (1988)
- Mighty Empires (1990)

### Quatrième édition
La quatrième édition est sortie en 1992. À partir de cette édition, le jeu sera traduit par Games Workshop France. De plus, un nouveau format apparaît : la boîte contenant livres et figurines. Pour cette édition, ce sont des figurines (en plastique et en carton) de Hauts Elfes et de Gobelins.
Parutions
- Hauts-Elfes 1992
- Empire 1992
- Nains du Chaos (Uniquement en anglais - Compilation des articles White Dwarf)
- Chronicles of war - Un livre de rapport de bataille (Uniquement en anglais - Compilation des articles White Dwarf)
- Orques et Gobelins (1993)
- Nains
- Mort-Vivant (1997)
- Chaos
- Skavens (1993)
- Elfes Noirs (1996)
- Elfes Sylvains

### Cinquième édition
La cinquième édition est sortie en 1996. Les figurines comprises dans la boîte sont des Bretonniens et des Hommes Lézards.
Parutions
- Warhammer (1996) (cinquième édition du livre de règles)
- Warhammer Magie (1996) (supplément magie)
- Warhammer Siège (1998) (supplément siège)
- Un livre de présentation de l'univers de Warhammer (Anglais)
- Bretonnie
- Hommes Lézards (1997)
- Hauts Elfes (1997)
- Royaume du Chaos (1998) : le premier pas vers la séparation du Chaos en différentes armées.
- Champion du Chaos (1998) (Compilation de personnages spéciaux affiliés aux armées du Chaos)
- Mercenaires.
- Comtes Vampires (1999) : les morts-vivants sont séparés en 2 listes d'armées. Les Comtes Vampires sont la toute première, celle des morts-vivants du Vieux Monde.
- Rois des Tombes (publié dans le magazine White Dwarf no 58): Seconde armée issue de la séparation des Morts-Vivants, celle des morts-vivants de Nehekhara.
- Suppléments de Mercenaires (publiés au sein des magazines White Dwarf no 58 à no 61) incluant en tout 5 nouveaux régiments spéciaux ainsi qu'un nouveau personnage spécial à la liste existant au sein du livre d'armée.

La cinquième édition aura vue la réédition de 2 armées, les Hauts Elfes et le Chaos, la sortie de 3 nouvelles armées, les Bretonniens, les Hommes Lézards et les Mercenaires (ces derniers constituant essentiellement un vivier d'unités spécialisées utilisables (15 en tout) par les autres armées du jeu, ainsi que de personnages spéciaux pouvant être utilisés (6 en tout) dans le cas d'une armée constituée uniquement de Mercenaires), et aura enfin été le début de la séparation des morts vivants en deux armées distinctes: Les Comtes Vampires qui eurent un livre d'armée publié en 1999, et les Rois des Tombes qui n'eurent eux qu'une liste provisoire au sein du magazine White Dwarf.

### Sixième édition
La sixième édition est sortie en 2000. Les figurines dans la boîte sont cette fois encore des Orques et Gobelins avec des Impériaux.
De gros changements pour cette édition :
La composition de l'armée est entièrement revue : finis les pourcentages de monstres, de machines de guerre, d'unités, d'alliés et de personnages, les armées se décomposent en choix de troupes de base, spéciales et rares, et les personnages en nombre de seigneurs et héros, dont le nombre maximal dépend de la taille de l'armée.
Les règles de magie sont présentes dans le livre de règles et fonctionnent avec des D6 et non plus des cartes de magie.
Des nouvelles règles de puissance d'unité font leur apparition augmentant le rôle des unités au détriment des personnages.
Les personnages, les monstres et les chars sont affaiblis par rapport à l'édition précédente. La liste des objets magiques communs est réduite, de plus leur puissance est aussi réduite. Le malus de panique dû à la mort du général disparaît.
Parutions
- Warhammer (2000) (sixième édition du livre de règles)
- L'Empire (2000)
- Orques et Gobelins (2000)
- Nains (2001)
- Comtes Vampires (2001)
- Elfes Noirs (2001)
- Dark Shadows (juin 2001) (supplément de campagne)
- Hauts Elfes (2002)
- Skavens (2002)
- Hordes du Chaos (2002)
- Rois des Tombes (2003)
- Hommes Lézards (2003)
- Bêtes du Chaos (2003)
- Bretonnie (2004)
- Tempête du Chaos (2004) (supplément de campagne)
- Royaumes Ogres (2005)
- General Compendium (règles supplémentaires regroupant notamment les règles de campagnes, de combat maritime et de saccage de ville)
- Lustrie (2005) (supplément de campagne)
- Kislev - (Livre d'armée offert avec le white dwarf anglais, repris partiellement en tant qu'articles en France)
- Elfes Sylvains (2005)

La version 6 sera l'occasion de la parution officielle de trois nouvelles armées indépendantes:
- Les Royaumes Ogres, une toute nouvelle armée n'ayant jamais existé dans les précédentes versions.
- Les Rois des Tombes, une armée ayant existé dans la version 5 en tant que liste d'armée provisoire au sein du White Dwarf, mais sortant pour la toute première fois en livre d'armée.
- Les Bêtes du Chaos, une Armée existante lors des deux précédentes versions, mais regroupée avec les listes d'armée des Démons et des Guerriers du Chaos sous un même livre d'armée alors nommé Royaume du Chaos. Celui-ci fut par ailleurs renommé Hordes du Chaos lors de sa réédition en version 6 sans les Bêtes du Chaos.

Deux armées ne sont pas rééditées : les Nains du Chaos et les Mercenaires.

### Septième édition
La septième édition est sortie en septembre 2006. C'est Alessio Cavatore qui en est l'auteur. Elle apporte quelques légères modifications notamment en simplifiant un peu plus la psychologie et la résolution des fuites. Elle est plutôt considérée comme un affinement de la sixième édition. Exit le format boîte de base contenant livres et figurines. Cette fois, le livre de règles est vendu séparément de la boîte (Bataille du Col du Crâne) contenant plus de cent figurines (de Nains et de Gobelins) et un livret des règles complet au format A5.
Parutions
- Nains (janvier 2006)
- Warhammer (septembre 2006) (septième édition du livre de règles)
- Bataille du Col du Crâne (octobre 2006) (boîte contenant un livre de règles au format A5, un livret de scénario spécifique et une centaine de figurines de Nains et de Gobelins)
- Orques et Gobelins (novembre 2006)
- L'Empire (février 2007)
- Hauts Elfes (novembre 2007)
- Comtes Vampires (mars 2008)
- Démons du Chaos (mai 2008)
- Elfes Noirs (août 2008)
- Guerriers du Chaos (novembre 2008)
- Hommes Lézards (février 2009)
- Skavens (novembre 2009)
- Hommes-Bêtes (février 2010)

La version 7 vit l'achèvement de la séparation des 3 armées initiales du Chaos commencée concrètement dès la version 6 avec la publication du livre d'armée des Bêtes du Chaos. Le Livre Horde du Chaos disparaît ainsi en version 7 pour être remplacé par les livres d'armées Démons et Guerriers du Chaos, qui apparaissent indépendamment pour la première fois. Les Bêtes de Chaos reviennent à leur dénomination initiale, à savoir les Hommes-Bêtes.
Tous les livres d'armées parus sous la version 6 restèrent en vigueur jusqu'à leur réédition en version 7.

### Huitième édition
La Huitième édition est sortie le 10 juillet 2010. La boîte de cette édition met en scène un bataillon de Hauts-Elfes et un bataillon de Skavens. Le livre dispose de 528 pages tout en couleur. L'intérieur est divisé en quatre grandes parties. La section Règles vous explique comment livrer bataille, la section Le Monde de Warhammer vous plonge dans l'historique, la section Galeries contient des pages entières de figurines peintes par Heavy Metal ou lors du Golden Demon et la section Batailles explore les différentes manières de jouer à Warhammer. La section "Règles" du livre a été écrite par Matt Ward.
Parutions
- Warhammer (juillet 2010) (huitième édition du livre de règles)
- Île de Sang (septembre 2010) (boîte contenant un livre de règles au format A5, un livret de scénario spécifique et 72 figurines de Hauts Elfes et de Skavens)
- Orques et Gobelins (mars 2011)
- Rois des Tombes (mai 2011)
- Tempête de Magie (juillet 2011) (supplément de campagne)
- Royaumes Ogres (septembre 2011)
- Comtes Vampires (janvier 2012)
- L'Empire (avril 2012)
- Guerriers du Chaos (février 2013)
- Démons du Chaos (mars 2013)
- Hauts Elfes (mai 2013)
- Hommes Lézards (août 2013)
- Elfes Noirs (octobre 2013)
- Nains (février 2014)
- Elfes Sylvains (mai 2014)

## Fin des Temps et mort de l'univers
La Fin des Temps est un arc narratif qui amène de profonds bouleversements dans le monde de Warhammer, conduisant à une apocalypse totale.
Les événements de la Fin des Temps sont décrits principalement dans une série d’ouvrages :
- La Fin des Temps : Nagash (août 2014)
- La Fin des Temps : Glottkin (octobre 2014)
- La Fin des Temps : Khaine (novembre 2014)
- La Fin des Temps : Thanquol (janvier 2015)
- La Fin des Temps : Archaon (mars 2015)

Chaque ouvrage est composé deux livres : un décrivant l’histoire, et un comportant les règles et scénarios. Pour coller aux événements, de nouvelles armées sont introduites par les différents livres.
La Fin des Temps n'est pas une nouvelle version de Warhammer mais apporte plusieurs modifications majeures, notamment dans les règles de magie. En 2015, à la suite de cet événement, Games Workshop a annoncé la fin de cet univers (bien qu'il soit continué dans différents jeux vidéo) au profit de Warhammer Age of Sigmar. Les livres et armées ne seront plus continués, bien que certaines figurines puissent être utilisées lors de la phase de transition.

## Campagnes mondiales
- Dark Shadows (été 2001)
- Tempête du Chaos (été 2004)
- La Conquête du Nouveau Monde (été 2005)
- La Couronne du Destin (été 2007)
- Tempêtes de Magie (été 2011)

## Récompenses
En 1997, la cinquième édition reçoit l'Origins Award du meilleur jeu de figurine de fantaisie ou science-fiction 1996.

## Jeux inspirés de Warhammer, le jeu de batailles fantastiques
Avec Warhammer Battles, Games Workshop a été l'un des pionniers du jeu de bataille fantastique avec figurines. Ce système et cette échelle de jeu ont séduit de nombreux joueurs à travers le monde et ont aussi inspiré de nombreux concepteurs.
Parmi les jeux de guerre post-Warhammer représentant des affrontements d'armées dans un univers médiéval-fantastique nous pouvons citer :
- Batailles fantastiques : Le Neuvième Âge, jeu en licence publique commune.
- Hordes of the things, jeu développé par Wargams Research Group.
- King of War, jeu développé par Mantic Games.
- Rag'Narok, jeu développé par Rackam.